# روبرتو مينينديث
روبرتو مينينديث هو دراج كوبي، ولد في 9 أكتوبر 1949.

## وصلات خارجية
- روبرتو مينينديث على موقع أرشيف الدراجات (الإنجليزية)
- روبرتو مينينديث على موقع إحصائيات الدراجات الإحترافية (الإنجليزية)
- روبرتو مينينديث على موقع أوليمبيديا (الإنجليزية)